# Aspicolpus eximius
Aspicolpus eximius är en stekelart som först beskrevs av Shestakov 1940.  Aspicolpus eximius ingår i släktet Aspicolpus och familjen bracksteklar. Inga underarter finns listade.